# Iyanya
Iyanya Onoyom Mbuk (nacido el 31 de octubre de 1986), de nombre artístico Iyanya, es un músico e intérprete nigeriano. Saltó a la fama después de ganar la primera temporada de Project Fame West Africa y su sencillo más conocido es "Kukere". Cofundó el sello discográfico Made Men Music Group con Ubi Franklin en 2011. Lanzó su álbum de estudio debut My Story en 2011. Fue apoyado por los sencillos "No Time" y "Love Truly". Desire, su segundo álbum de estudio, contenía cinco sencillos: "Kukere", "Ur Waist", "Flavor", "Sexy Mama" y "Jombolo". Ganó el premio Artista del Año en The Headies 2013. En octubre de 2016, Iyanya anunció en Instagram que firmó un contrato discográfico con Mavin Records. Pocos meses antes, firmó un acuerdo de gestión con Temple Management Company. Primero anunció sus intenciones de dejar Made Man Music Group en julio de 2016.

## Biografía
Iyanya nació en Palm Street en Calabar, estado de Cross River, Nigeria. Su madre era una amante principal y su padre era un guardabosques. Iyanya ha descrito a su madre como la disciplina doméstica, mientras que su padre fue el más amable de los dos. Sus padres murieron en 2008, su madre, de 42 años, y su padre, de 50 años. El hermano mayor de Iyanya murió casi al mismo tiempo de la muerte de sus padres. El abuelo de Iyanya era un clérigo donde Iyanya cantaba en el coro de su iglesia y era el maestro del coro de niños a los 5 años. Iyanya completó su educación primaria, secundaria y universitaria en Calabar. Es graduado en administración de empresas de la Universidad de Calabar.

## Carrera musical
Después de graduarse de la Universidad de Calabar, trabajó en un hotel y cantó karaoke en un bar local que manejaba. Iyanya comenzó a desarrollar sus habilidades vocales en bares locales que incluyen: Fiesta Fries Bar, Mirage Nite Club y West-Life. Iyanya citó al cantante británico Craig David y al artista estadounidense de hip hop R. Kelly como sus influencias musicales clave. Iyanya estaba motivada para dedicarse profesionalmente a la música después de ver el estilo de vida de celebridades de 2 Face Idibia y Olu Maintain. Iyanya comenzó como rapero, con el nombre de "Lofty".

### Proyecto MTN Fama
En 2008, KCee de KC Presh convenció a Iyanya de participar en la primera temporada del Proyecto Fama de África Occidental. Iyanya continuó y surgió como el ganador de la competencia después de luchar contra numerosas personas que tenían las mismas aspiraciones que él. La competencia Project Fame de 2008 patrocinada por MTN fue el comienzo de la carrera musical de Iyanya. A diferencia de muchas personas que disminuyen después de una gran competencia, el éxito de Iyanya acababa de comenzar.

### 2009:Mi Historia
Después de ganar el Proyecto Fama de África Occidental de MTN, Iyanya comenzó a grabar su álbum debut My Story. Fue lanzado por CN Media Imprint. El álbum mostró la versatilidad de Iyanya como artista de R&B, particularmente en la canción homónima "Iyanya" y "Love Truly". El álbum debut de Iyanya fue un fracaso comercial debido a problemas de distribución y promoción.

### 2012–13:Deseo
Después de visitar su ciudad natal de Calabar y ver el afecto de la gente por el baile Etighi, Iyanya decidió hacer una canción que popularizaría el baile que se originó en Calabar. Se asoció con el productor DTunes y grabó "Kukere", un sencillo que logró el éxito mundial, particularmente en Nigeria, Ghana y el Reino Unido. La canción fue sucedido por el segundo sencillo del álbum titulado "Ur Waist", que cuenta con voces adicionales de Emma Nyra.

### Aprobaciones
El 16 de octubre de 2013, 360Nobs informó que Iyanya se convirtió en embajadora de Solo Phones Nigeria, una compañía de telefonía móvil ubicada en Computer Village, Ikeja. Según los informes, el acuerdo de un año valía $ 220,000 (35 millones de naira). Además, Iyanya obtuvo un Toyota Prado 2014 del acuerdo. En 2013, el periódico Daily Independent informó que Iyanya también firmó un contrato de un año con Zinox Computers (las primeras computadoras de marca certificadas de Nigeria) por un valor de $ 300,000. El acuerdo contará con Iyanya en las vallas publicitarias de Zinox y en comerciales de televisión.

## Estilo de música
Iyanya comenzó a tocar baladas, particularmente en su álbum debut My Story. En una entrevista con Toolz en Ndani TV, dijo que quiere ser un artista versátil y quiere ser conocido por sus habilidades de R&B y Afrobeats. En la misma entrevista, también dijo que cambió de R&B a Afrobeat porque quería ganar dinero y quería que los fanáticos vieran su versatilidad.

## Apariencias internacionales
El 25 de noviembre de 2012, Iyanya actuó en el espectáculo del comediante AY Makun celebrado en el estadio INDIGO2. Para promocionar su segundo álbum en el Reino Unido, Iyanya encabezó el concierto Iyanya vs. Desire. Comenzó en Londres y terminó en Mánchester. El concierto de Londres se celebró en el estadio INDIGO2 el 9 de junio de 2013. Presentaba actuaciones de Tonto Dikeh y Emma Nyra. El 14 de junio de 2013, el concierto de Mánchester comenzó y contó con actuaciones de Emma Nyra y DRB Lasgidi. Iyanya y su compañera de sello Emma Nyra realizaron una mini gira por Estados Unidos y Canadá a principios de 2013. Iyanya actuó en el Santuario de Chicago el 11 de abril de 2013. También actuó en el lanzamiento de la revista africana Muzik el 12 de abril de 2013, que se celebró en Dallas, Texas. Iyanya le dio una serenata a Melanie Fiona, nominada a los premios Grammy, en la tienda LTB Jean en Soho, Nueva York, y actuó en la mundialmente famosa Semana de la Moda de Nueva York.

## Películas y televisión
| Televisivo | Televisivo         | Televisivo | Televisivo    | Televisivo |
| Año        | Título             | Función    | Notas         | Ref        |
| ---------- | ------------------ | ---------- | ------------- | ---------- |
| 2013       | Shuga (Estación 3) | Él         | Cameo Aspecto | [ 30 ]     |

## Discografía
La discografía de Iyanya consta de dos álbumes de estudio, veintidós sencillos (incluidos diez como artista destacado), cinco singles promocionales y catorce videos musicales.

### Álbumes de estudio
| Mi Historia                                                                  | - Publicado: 2009 - Etiqueta: CN. Medios de comunicación - Formato: CD, descarga digital                              | – | – | – | — |  |  |
| Deseo                                                                        | - Publicado: 6 de febrero de 2013 - Etiqueta: Hizo Grupo de Música de los Hombres - Formato: CD, descarga digital     | – | – | – |   |  |  |
|                                                                              | |   |   |   |   |  |  |
| Applaudise                                                                   | - Publicado: 19 de septiembre de 2015 - Etiqueta: Hizo Grupo de Música de los Hombres - Formato: CD, descarga digital | – | – | – | — |  |  |
| "—" Denota un grabando que no gráfico o no fue liberado en aquel territorio. | |   |   |   |   |  |  |

### Álbumes de recopilación
| Título       | Detalles de álbum                                                                                               | Posiciones de gráfico de la cumbre | Posiciones de gráfico de la cumbre | Posiciones de gráfico de la cumbre | Posiciones de gráfico de la cumbre | Certificaciones | Ventas |
| Título       | Detalles de álbum                                                                                               | NGR                                | RSA                                | GHA                                | Reino Unido                        | Certificaciones | Ventas |
| ------------ | --- | ---------------------------------- | ---------------------------------- | ---------------------------------- | ---------------------------------- | --------------- | ------ |
| La Evolución | - Publicado: 29 de mayo de 2014 - Etiqueta: Hizo Grupo de Música de los Hombres - Formato: CD, descarga digital | –                                  | –                                  | –                                  | —                                  |                 |        |

### Sencillos
Como artista principal
| Título                                          | Año  | Posiciones de gráfico de la cumbre | Posiciones de gráfico de la cumbre | Posiciones de gráfico de la cumbre | Posiciones de gráfico de la cumbre | Certificaciones | Álbum       |
| Título                                          | Año  | NGR                                | RSA                                | GHA                                | Reino Unido                        | Certificaciones | Álbum       |
| ----------------------------------------------- | ---- | ---------------------------------- | ---------------------------------- | ---------------------------------- | ---------------------------------- | --------------- | ----------- |
| "Amor Verdaderamente"                           | 2009 | –                                  | –                                  | –                                  | –                                  |                 | Mi Historia |
| "Ningún Tiempo" (con Faze)                      | 2009 | –                                  | –                                  | –                                  | –                                  |                 | Mi Historia |
| "Iyanya (Mi Historia)"                          | 2010 | –                                  | –                                  | –                                  | –                                  |                 | Mi Historia |
| "Kukere"                                        | 2011 | –                                  | –                                  | –                                  | –                                  |                 | Deseo       |
| "Ur Cintura" (con Emma Nyra)                    | 2012 | –                                  | –                                  | –                                  | –                                  |                 | Deseo       |
| "Kukere Remix" (con D'banj)                     | 2012 | –                                  | –                                  | –                                  | –                                  |                 | Deseo       |
| "Sabor"                                         | 2012 | –                                  | –                                  | –                                  | –                                  |                 | Deseo       |
| "Sexy Mama" (con Wizkid)                        | 2013 | –                                  | –                                  | –                                  | –                                  |                 | Deseo       |
| "Jombolo" (Presentando Sabor N'abania)          | 2013 | –                                  | –                                  | –                                  | –                                  |                 | Deseo       |
| "Marejada de cabeza"                            | 2013 | –                                  | –                                  | –                                  | –                                  |                 | TBA         |
| " Lo Pueda Conseguir"                           | 2013 | –                                  | –                                  | –                                  | –                                  |                 | TBA         |
| "Le Kwa Ukwu"                                   | 2013 | –                                  | –                                  | –                                  | –                                  |                 | TBA         |
| "Historia de historia"(presentando Oritse Femi) | 2014 | –                                  | @–                                 | @–                                 | @–                                 |                 | TBA         |
| "Señor Oreo"                                    | 2014 | –                                  | @–                                 | @–                                 | @–                                 |                 | Applaudise  |
| “Ijeoma” (Presentando peruzzi)                  | 2019 | -                                  | -                                  | -                                  | -                                  |                 |             |

Como artista destacado
| Título                                                                                   | Año  | Posiciones de gráfico de la cumbre | Posiciones de gráfico de la cumbre | Posiciones de gráfico de la cumbre | Posiciones de gráfico de la cumbre | Certificaciones | Álbum           |
| Título                                                                                   | Año  | NGR                                | RSA                                | GHA                                | Reino Unido                        | Certificaciones | Álbum           |
| ---------------------------------------------------------------------------------------- | ---- | ---------------------------------- | ---------------------------------- | ---------------------------------- | ---------------------------------- | --------------- | --------------- |
| "Consigue Salvaje"(N6 presentando Iyanya)                                                | 2012 | @–                                 | @–                                 | @–                                 | @–                                 |                 | BiznessB4Placer |
| "Omoge"(Joe esbelto que presenta Iyanya)                                                 | 2012 | @–                                 | @–                                 | @–                                 | —                                  |                 | TBA             |
| "Todo yo "(presentando Iyanya )                                                          | 2012 | @–                                 | @–                                 | @–                                 | —                                  |                 | TBA             |
| "Vuestro Deseo"(Sammy Lee que presenta Iyanya)                                           | 2013 | @–                                 | @–                                 | @–                                 | —                                  |                 | TBA             |
| "Koma Corro Remix" (Tillaman con Príncipe de Hielo, Iyanya, Burna Chico, Phyno y Trigga) | 2013 | @–                                 | @–                                 | @–                                 | —                                  |                 | TBA             |
| "Coupe Decale Remix" (Minjin Presentando Iyanya)                                         | 2013 | @–                                 | @–                                 | @–                                 | —                                  |                 | TBA             |
| "Emujo"(DJ Jimmy Jatt presentando Iyanya y 4×4)                                          | 2013 | @–                                 | @–                                 | @–                                 | —                                  |                 | TBA             |
| "Fi Mi Le"(Lola Rae presentando Iyanya)                                                  | 2013 | @–                                 | @–                                 | @–                                 | —                                  |                 | TBA             |
| "Felele" (Ajemina Presentando Iyanya )                                                   | 2013 | @–                                 | @–                                 | @–                                 | —                                  |                 | TBA             |
| "Fiebre"                                                                                 | 2016 | @–                                 | @–                                 | @–                                 | —                                  |                 | TBA             |
| "Siente Bien"(Wizzboy presentando Iyanya)                                                | 2016 | @–                                 | @–                                 | @–                                 | —                                  |                 | Testimoney      |
| "Flex"(Princeton Presentando Iyanya)                                                     | 2016 | @–                                 | @–                                 | @–                                 | —                                  |                 |                 |

| Título                                 | Año  | Posiciones de gráfico de la cumbre | Posiciones de gráfico de la cumbre | Posiciones de gráfico de la cumbre | Posiciones de gráfico de la cumbre | Álbum             |
| Título                                 | Año  | NGR                                | RSA                                | GHA                                | Reino Unido                        | Álbum             |
| -------------------------------------- | ---- | ---------------------------------- | ---------------------------------- | ---------------------------------- | ---------------------------------- | ----------------- |
| " Soy el "                             | 2010 | @–                                 | @–                                 | @–                                 | —                                  | Soltero sin álbum |
| "Enamorado Otra vez"                   | 2010 | @–                                 | @–                                 | @–                                 | —                                  | Soltero sin álbum |
| "Chica del sur"(con Duncan Poderoso)   | 2011 | @–                                 | @–                                 | @–                                 | —                                  | Soltero sin álbum |
| "Alto"(con Dammy Krane)                | 2013 | @–                                 | @–                                 | @–                                 | —                                  | Soltero sin álbum |
| "Lo toma Interior"(Olamide con Iyanya) | 2013 | @–                                 | @–                                 | @–                                 | —                                  | Soltero sin álbum |

### Videos musicales
Como artista principal
| Título                                  | Fecha de liberación del vídeo | Director(s)     | Ref    |
| --------------------------------------- | ----------------------------- | --------------- | ------ |
| "Le Kwa Ukwu"                           | 12 de noviembre de 2013       | Sesan           | [ 51 ] |
| "Marejada de cabeza"                    | 1 de agosto de 2013           | Señor Moe Musa  | [ 52 ] |
| "Jombolo" (Presentando Sabor N'abania ) | 12 de junio de 2013           | Sesan           | [ 53 ] |
| "Sexy Mama" (presentando Wizkid )       | 26 de abril de 2013           | Sesan           | [ 54 ] |
| "Sabor"                                 | 24 de diciembre de 2012       | Señor Moe Musa  | [ 55 ] |
| "Ur Cintura" (presentando Emma Nyra )   | 14 de septiembre de 2012      | Clarence Peters | [ 56 ] |
| "Kukere"                                | 24 de marzo de 2012           | Patrick Ellis   | [ 57 ] |
| "Iyanya (Mi Historia)"                  | 7 de marzo de 2010            |                 |        |
| "Amor Verdaderamente"                   | 10 de julio de 2009           |                 | [ 58 ] |

Como artista destacado
| Título                                                                                           | Fecha de liberación del vídeo | Director(s)     | Ref    |
| ------------------------------------------------------------------------------------------------ | ----------------------------- | --------------- | ------ |
| "Felele" (Presentando Iyanya )                                                                   | 17 de junio de 2013           | Don P Películas | [ 59 ] |
| "Coupe Decale Remix" (Minjin Presentando Iyanya )                                                | 12 de junio de 2013           | Unlimited LA    | [ 60 ] |
| "Koma Corro Remix" (Tillaman presentando Príncipe de Hielo, Iyanya, Burna Chico, Phyno y Trigga) | 2 de mayo de 2013             | Patrick Elis    | [ 61 ] |
| "Todo yo " (Emma Nyra presentando Iyanya )                                                       | 25 de marzo de 2013           | Señor Moe Musa  | [ 62 ] |
| "Consigue Salvaje" (N6 presentando Iyanya )                                                      | 3 de marzo de 2013            | Lanre Tyson     | [ 63 ] |